# Ajax (missionnaire)
Pour les articles homonymes, voir Ajax.
Ajax est le nom d'un missionnaire arien du milieu du Ve siècle qui fut au service du roi des Wisigoths Théodoric II.
Ses origines sont obscures et le chroniqueur hispano-romain Hydace de Chaves le mentionne dans ses écrits comme tel : Ajax natione Galata. Ceci peut donner lieu à trois origines possibles : galate, gauloise ou galèce. Portant un nom d'origine grecque, la première solution est la plus probable. Ce qui est sûr, c'est que cet Ajax se trouve dans le royaume wisigoth de Toulouse et que, au tout début des années 460, le roi Théodoric II le charge d'une mission : convertir les Suèves païens, installés dans le Nord-Ouest de la péninsule Ibérique, à l'arianisme.
Le but pour les Wisigoths est peut-être de convertir les Suèves du roi Remismund (marié à une princesse wisigothe), avant que d'autres missionnaires, catholiques cette fois-ci, s'en chargent avant eux, transformant de ce fait les Suèves catholiques en ennemis jurés des Goths ariens, des hérétiques aux yeux des Catholiques. Ajax part pour la Galice et commence sa mission entre 463 et 466. L'arianisme prêché par Ajax trouva un certain succès chez les Suèves, notamment parmi la noblesse ; selon Hydace, Ajax « infecta de son hérésie la nation entière » des Suèves.
Ajax créera la première Église arienne de Galice et les Suèves n'abjureront l'arianisme qu'un siècle plus tard, sous le règne de leur roi Cararic (550–558).

## Sources anciennes
- Hydace de Chaves, Chronique.